# 葡裔非洲人
葡裔非洲人，是指出生在非洲祖先是葡萄牙人的非洲人。他們在南非分布最多，他們也是納米比亞、安哥拉、幾內亞比紹和佛得角的重要少數民族。
幾內亞比紹獨立後，他們大部分回葡萄牙，一些安哥拉葡萄牙人的去了納米比亞、辛巴威、馬拉維、巴西與美國。
葡萄牙語國家共同體在1996年成立後，一些巴西葡萄牙人前往非洲援助葡萄牙語非洲國家，因此永久住下來。他們也是葡裔非洲人的來源。他們最多人住在南非，其次是馬德拉。